# المؤامرة الكاتيلينية الثانية
المؤامرة الكاتيلينية الثانية ( بالانجليزية Second Catilinarian conspiracy) أو المؤامرة القيصرية الثانية والمعروفة أيضًا باسم مؤامرة كاتيلين، هي مؤامرة ابتكرها السيناتور الروماني لوسيوس سيرجيوس كاتيلينا، بمساعدة مجموعة من زملائه الأرستقراطيين وقدامى المحاربين القدامى من لوسيوس كورنيليوس سولا، للإطاحة بمشكلة ماركوس توليس شيشرون وجايوس أنتونيوس هيبريد في عام 63 قبل الميلاد.

## بداية المؤامرة

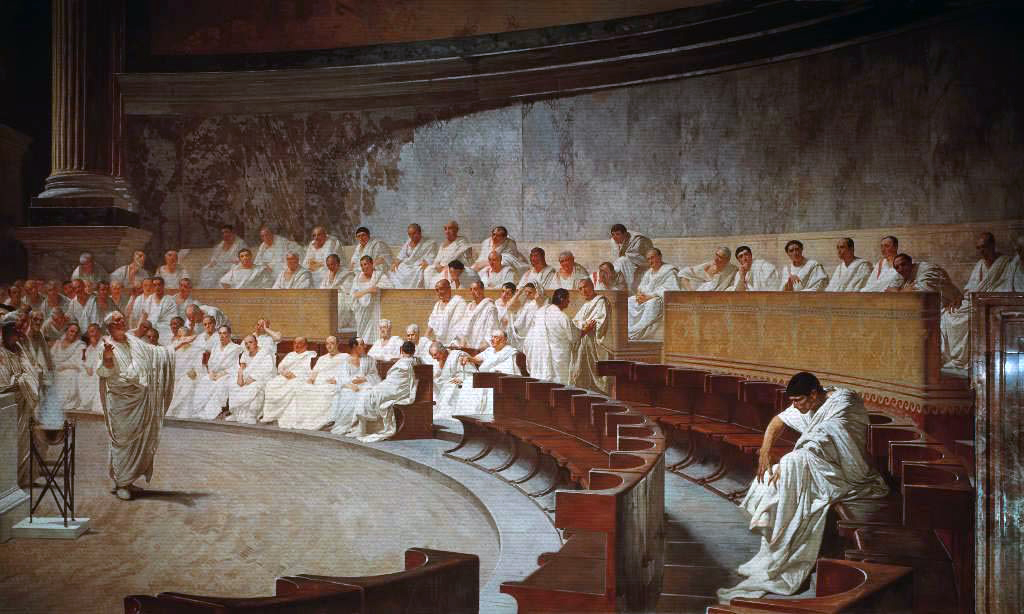
سيسيرو يتهم كاتلين من رسم سيزار مكاري

كان كاتيلين مرشحًا فاشلاً في الانتخابات القنصلية في العام السابق (64 ق.م.) ولم يأخذ هذا باستخفاف. إن المعرفة بأن هذه ستكون فرصته الأخيرة للحصول على القنصلية دفعته إلى القيام بحملة انتخابية محظورة. لقد فقد دعم الكثيرين من بين النبلاء في حملته السابقة، مما يعني أنه كان عليه أن يبحث في مكان آخر للحصول على الدعم الذي يحتاجه. وبالتالي تحول بشكل متزايد نحو الناس، وخاصة أولئك الذين ابتليت بهم الديون وغيرها من الصعوبات. واجه العديد من المتآمرين البارزين الآخرين مشكلات سياسية مماثلة لتلك التي واجهها في مجلس الشيوخ. كان أكثر المتآمرين نفوذاً بعد كاتيلين، وقد حصل على رتبة قنصل عام 71 قبل الميلاد، ولكن تم إخراجه من مجلس الشيوخ من قبل المراقبين خلال عملية تطهير سياسي في العام التالي بذريعة الفجور. كان Publius Autronius Paetus متواطئًا أيضًا في مخططهم، لأنه مُنع من شغل مناصب في الحكومة الرومانية. تآمر مؤامرة بارزة أخرى، وهي لوسيوس كاسيوس لونجينوس، والتي كانت مديرة في عام 66 قبل الميلاد مع شيشرون، وانضمت إلى المؤامرة بعد أن فشل في الحصول على القنصلية في عام 64 قبل الميلاد مع كاتيلين. بحلول الوقت الذي جرت فيه الانتخابات، لم يعد يعتبر مرشحًا صالحًا. جايوس كورنيليوس سيثيجوس، وهو شاب نسبيا في وقت المؤامرة، وقد لوحظ لطبيعته العنيفة. قد نفاد صبره للتقدم السياسي السريع حساب لتورطه في المؤامرة. تضمنت صفوف المتآمرين مجموعة متنوعة من الأرستانيين والأشخاص الذين تم طردهم من النظام السياسي لأسباب مختلفة. سعى الكثير منهم إلى استعادة وضعهم كنواب في مجلس الشيوخ وقوتهم السياسية المفقودة.

## مسار المؤامرة
أرسل كاتيلين غايوس مانليوس، قائد المئة من جيش سولا القديم، لإدارة المؤامرة في إتروريا حيث جمع جيشه. أٌرسل آخرون للمساعدة في تنفيذ المؤامرة في مواقع مهمة في جميع أنحاء إيطاليا، بالإضافة إلى مجموعة صغيرة من العبيد المتمردين في كابوا. بينما كان الاضطراب المدني واضحًا في جميع أنحاء الريف، أنهى كاتيلين الاستعدادات الأخيرة للتآمر في روما. تضمنت خططهم الحرق المتعمد وقتل قسم كبير من أعضاء مجلس الشيوخ، والانضمام بعد ذلك إلى جيش مانليوس. وأخيرًا، العودة إلى روما والسيطرة على الحكومة. لتنفيذ الخطة، كان على غايوس كورنيليوس ولوسيوس فارغونتيوس اغتيال شيشرون في وقت مبكر من صباح يوم 7 نوفمبر، 63 ق.م، لكن كوينتوس كوريوس، عضو مجلس الشيوخ الذي أصبح فيما بعد أحد كبار مُخبري شيشرون، حذر شيشرون من التهديد بواسطة عشيقتة فولفيا. نجا شيشرون من الموت ذلك الصباح بوضع حراس عند مدخل منزله، تمكنوا من إخافة المتآمرين وإبعادهم.
في اليوم التالي، عقد شيشرون اجتماعًا في مجلس الشيوخ في معبد جوبيتر ستاتور وطوّقه بحراس مسلحين. لدهشته، كان كاتيلين حاضرًا بينما أدانه شيشرون أمام مجلس الشيوخ وقيل أن أعضاء مجلس الشيوخ المجاورين لكاتيلين ابتعدوا عنه ببطء أثناء الخطاب، وهو الأول من أربع خطابات لشيشرون أدان فيها كاتيلين. مع ذلك، تشير بعض المصادر إلى أن مجلس الشيوخ لم يصدق شيشرون على الإطلاق. غضبًا من هذه الاتهامات، حث كاتلين مجلس الشيوخ على تذكر تاريخ عائلته وكيف خدمت الجمهورية، وأمرهم بعدم تصديق الشائعات الكاذبة والثقة باسم عائلته. اتهمهم أخيرا بوضع ثقتهم في «نابغ»، أي شيشرون، بدلًا من «رجل نبيل» أي هو نفسه. أدرك كاتيلين أنه سيُضطر إلى حل مشكلته بنفسه بتدمير الجميع. بعد ذلك مباشرةً، هرع إلى المنزل وفي نفس الليلة امتثل ظاهريًا لطلب شيشرون وهرب من روما بحجة أنه كان في منفى طوعي في مارسيليا بسبب «سوء معاملته» من قبل القنصل؛ لكنه وصل إلى معسكر مانليوس في إتروريا لتعزيز خطته للثورة.
بينما كان كاتيلين يعد جيشه، استمر المتآمرون في خططهم. لاحظ المتآمرون أن وفدًا من قبيلة ألوبروجس كانوا في روما ملتمسين الراحة من اضطهاد حاكمهم. لذا، أمر لينتيولوس سورا بابليوس أومبرينوس، وهو رجل أعمال في بلاد الغال، أن يعرض تحريرهم من بؤسهم والتخلص من نير حاكمهم الثقيل. أحضر بابليوس غابينيوس كابيتو، المتآمر الرائد في رتبة الفروسية، لمقابلتهم، وكُشفت المؤامرة إلى الألوبروجس. استغل المبعوثون هذه الفرصة بسرعة وأبلغوا شيشرون، الذي أمر بعد ذلك المبعوثين بإيجاد دليل ملموس على المؤامرة. كتب خمسة من المتآمرين البارزين رسائل إلى الألوبروجس حتى يتمكن المبعوثون من إقناع شعوبهم بوجود مؤامرة مقبلة على النجاح. ولكن نُصب لهم فخ. اعتُرضت هذه الرسائل في أثناء عبورها إلى بلاد الغال عند جسر ميلفيو. قرأ شيشرون رسائل التجريم أمام مجلس الشيوخ في اليوم التالي، وبعد ذلك بوقت قصير حُكم على هؤلاء المتآمرين الخمسة بالإعدام دون محاكمة رغم احتجاج بليغ من جانب يوليوس قيصر. خوفًا من أن المتآمرين الآخرين قد يحاولوا تحرير لينتوليوس ومن معه، أعدمهم شيشرون على الفور في سجن توليانوم. حتى أنه رافق لينتوليوس إلى توليانوم شخصيًا. بعد الإعدام، أعلن أمام حشد من الناس في المنتدى ما حدث. وهكذا، وُضع حد للمؤامرة في روما.[بحاجة لمصدر]

## تداعيات المؤامرة
كان فشل المؤامرة في روما بمثابة ضربة قوية لقضية كاتيلين. عند سماع وفاة لينتولوس والآخرين، هجر العديد من الرجال جيشه، وتقلص العدد من نحو 10,000 إلى 3000. بدأ هو وجيشه غير المجهز بالسير نحو بلاد الغال ثم العودة نحو روما مرة أخرى، وكرروا ذلك عدة مرات في محاولة عبثية لتجنب المعركة. ومع ذلك، أجبِر كاتيلين على القتال عندما منعه كوينتوس كايسيليوس ميتيلوس سيلير، المسؤول عن غاليا كيسالبينا، من الشمال بثلاثة فيالق. لذلك، اختار إشراك جيش أنطونيوس هيبريدا بالقرب من بستويا، على أمل أن يتمكن من هزيمة أنطونيوس في المعركة التالية وتثبيط عزيمة الجيوش الجمهورية الأخرى. كان كاتيلين يأمل أيضًا في أن يخوض معركة سهلة ضد أنطونيوس الذي افترض أنه سيقاتل بعزيمة ضعيفة، باعتباره كان متحالفًا مع كاتيلين ذات مرة. في الواقع، ربما اعتقد كاتيلين أن أنطونيوس هيبريدا كان مازال يتآمر معه -وقد يكون هذا صحيحًا، إذ ادعى أنطونيوس هيبريدا أنه مريض يوم المعركة وترك القتال لتابعه ماركوس بيتريوس.

قاتل كاتيلين وجميع قواته بشجاعة، وقاتل كاتيلين نفسه على الخطوط الأمامية. بمجرد أن رأى كاتيلين أنه لا أمل في النصر، ألقى بنفسه في خضم المعركة. عندما أحصيت الجثث، عُثر على جميع جنود كاتيلين مصابين بجروح مباشرة، وعُثر على جثته أمام خطوطه الخاصة. في حرب كاتيلين، قدم المؤرخ الروماني سالوست من القرن الأول قبل الميلاد الوصف التالي:
عندما انتهت المعركة، أصبح من الواضح مدى الجرأة والتصميم اللذين تغلغلا في جيش كاتيلين. كل رجل تقريبًا مات متدثرًا بجسده وهو الوضع الذي اتخذه الرجال وهم على قيد الحياة في بداية الصراع. عدد قليل، في الواقع، في الوسط، الذين تشتتوا من مجموعة الجنود في الحرس الإمبراطوري الروماني، ووضِعوا بعيدًا قليلًا عن البقية، لكن جروحهم كانت في الجبهة. ولكن عُثر على كاتيلين قبل رجاله بوقت طويل وسط كومة من المقتولين، وكان ما يزال يتنفس قليلًا، ويظهر في وجهه الروح التي لا تقهر التي كانت تحركه عندما كان على قيد الحياة.
أدى الإعدام السريع للينتولوس والآخرين دون محاكمة لاحقًا إلى تمكين قيصر وحلفائه من إجبار شيشرون على المنفى في 58 قبل الميلاد على الرغم من قانون كلوديا المتعلق بالقتلى من المواطنين الرومان.